# Rajasaurus
Rajasaurus ist eine Gattung theropoder Dinosaurier aus der Gruppe der Abelisauridae. Bisher ist ein einziges, fragmentarisches Skelett inklusive Hirnschädel bekannt, das aus der Oberkreide (Maastrichtium) der Lameta-Formation in Gujarat (Indien) stammt. Einzige Art ist Rajasaurus narmadensis.
Der Name Rajasaurus (Sanskrit Rāja – „König“, gr. sauros – „Echse“) bedeutet so viel wie „Königsechse“, während der zweite Teil des Artnamens, narmadensis, auf den Fundort im Narmada-Tal verweist.

## Merkmale
Es handelte sich um einen zweibeinig laufenden, ungefähr 11 m langen und 4 Tonnen schweren Fleischfresser. Diese Gattung war verhältnismäßig groß und schwer gebaut, die Beine waren verhältnismäßig kurz.
Diese Gattung lässt sich durch drei Autapomorphien (einzigartige Merkmale) von anderen Gattungen abgrenzen: So befindet sich auf der Mittellinie der Schädeldecke ein einziges, niedriges Horn, das hauptsächlich vom paarigen Nasenbein (Nasale) und im geringen Maße vom paarigen Stirnbein (Frontale) gebildet wird. Ein ähnliches Horn ist von einigen Individuen von Majungatholus bekannt, das hier aber weitgehend dem Stirnbein entstammt. Ein weiteres einzigartiges Merkmal ist das extrem verlängerte Fenestra supratemporalis, das obere Schädelfenster der Schläfenregion – bei anderen Abelisauriden war dieses Schädelfenster annähernd quadratisch. Ein drittes einzigartiges Merkmal findet sich am robusten Darmbein (Ilium), wo ein Kamm die Brevis Fossa vom Acetabulum trennt.

## Bedeutung und Systematik
Rajasaurus gehört zu den wenigen Dinosaurierspezies aus der Lameta-Formation, die sowohl durch Schädelknochen als auch durch Knochen des Restskeletts (Postkranium) bekannt sind, und ist damit für das Verständnis der kreidezeitlichen Theropodenfauna Indiens von großer Bedeutung. So basieren die bislang elf benannten Theropoden-Spezies aus der Kreide Indiens größtenteils auf nur sehr fragmentarischen Funden und sind vermutlich zum Großteil miteinander identisch.
Wilson und Kollegen (2003) kommen zu dem Ergebnis, dass Rajasaurus ein abgeleiteter (fortgeschrittener) Vertreter der Abelisauridae war, der eng mit Majungasaurus und Carnotaurus verwandt war.

## Forschungsgeschichte und Fund
Das bislang einzige Skelett entdeckte der Paläontologe Suresh Srivastava in den Jahren 1982 bis 1984 bei Grabungsarbeiten im indischen Gujarat.
1996 veröffentlichten Chatterjee und Rudra eine kurze Beschreibung des Fundes. Laut Angaben dieser beiden Forscher handelt es sich um ein „fast vollständiges Skelett von Indosuchus“. Eine umfangreiche Beschreibung des Skeletts und die gleichzeitige Erstbeschreibung der neuen Gattung Rajasaurus erfolgte 2003 von Forschern um Jeffrey Wilson.
Der Fundort (Temple Hill) befindet sich nahe dem Dorf Rahioli im Tal des Narmada. Die Knochen wurden nicht in ihrem ursprünglichen anatomischen Verbund vorgefunden – da sie sich jedoch in ihrer Größe entsprechen, werden sie einem einzigen Individuum zugeschrieben. Sie stammen aus einer Lage von Konglomeraten. Oberhalb dieser Lage folgt eine Lage aus kalkhaltigen Sandsteinen, die Dinosaurier-Zähne enthielten, sowie eine Lage mit Dinosaurier-Eiern und Nestern.
Das einzige Exemplar (Holotyp, Exemplarnummer GSI 21141/1–33) schließt einen Hirnschädel, Wirbel (fragmentarische Rückenwirbel, jeweils ein Fragment eines Hals- und eines Schwanzwirbels, Kreuzbeinwirbel), Beckenknochen (das rechte und das linke Darmbein (Ilia) sowie ein Schambein-Fragment (Pubis)), Beinknochen (beide Oberschenkelknochen (Femora), Schienbein (Tibia), Wadenbein (Fibula)) und Mittelfußknochen (Metatarsalia) mit ein.

## Belege